# مارسيل كابيل
مارسيل كابيل (بالفرنسية: Marcel Capelle)‏ (11 ديسمبر 1904 – 1993) لاعب كرة قدم فرنسي راحل كان يجيد اللعب في خط الدفاع .

## روابط خارجية
- مارسيل كابيل على موقع الاتحاد الدولي (مؤرشف)  (الإنجليزية)
- مارسيل كابيل على موقع قاعدة بيانات كرة القدم.إي يو (الإنجليزية)
- مارسيل كابيل على موقع ناشيونال فوتبول تيمز (الإنجليزية)
- مارسيل كابيل على موقع Soccerway.com (الإنجليزية)
- مارسيل كابيل على موقع عالم كرة القدم.نت (الإنجليزية)